# Mohammad Najibullah
Mohammad Najibullah Ahmadzai (in pashtu: نجيب الله; Gardez, 6 agosto 1947 – Kabul, 27 settembre 1996) è stato un politico e generale afghano, il quarto e ultimo Presidente della Repubblica Democratica dell'Afghanistan.

## Biografia

### Primi anni
Nato in una tribù Ahmadzai appartenente all'etnia Pashtun, nel 1965 entrò nel Partito Democratico Popolare dell'Afghanistan (PDPA, comunista) e aderì alla corrente Parcham, favorevole a un avvicinamento graduale dell'Afghanistan al marxismo. Nel 1975 si laureò in medicina, ma non esercitò mai la professione medica, preferendo la carriera politica.
Nel 1977 entrò nel comitato centrale del PDPA e l'anno seguente, quando il partito prese il potere a seguito della rivoluzione di Saur, diventò membro del Consiglio Rivoluzionario. Tuttavia la vittoria della corrente Khalq, meno incline a realizzare il socialismo tramite tappe intermedie, lo costrinse ad abbandonare il Paese: dapprima nominato ambasciatore in Iran, fu poi costretto all'esilio che trascorse tra Francia e URSS.
Tornato a Kabul poco prima dell'invasione sovietica, si schierò con l'Armata Rossa e nel dicembre 1980 divenne capo del KHAD, la polizia segreta afghana. Nel 1981 divenne membro del Politburo del PDPA. Il 4 maggio 1986, avendo perso la fiducia dei sovietici, Babrak Karmal si dimise da segretario nazionale del PDPA e fu sostituito da Najibullah (che lasciò il suo ruolo di capo del KHAD e che venne affidato a Ghulam Faruq Yakubi): Karmal rimase Presidente della Repubblica, ma ormai era Najibullah ad esercitare il vero potere.

### Presidente della Repubblica
Il 30 settembre 1987 Najibullah fu eletto Presidente della Repubblica: emanò una nuova Costituzione che prevedeva il multipartitismo, la libertà d'espressione e un sistema giudiziario indipendente. Tuttavia il PDPA, che dal 1988 cambiò nome in Hizb-i Watan, rimase il dominatore dello scenario economico-sociale afghano.
Due mesi prima dell'elezione, il 20 luglio 1987, fu reso pubblico in via ufficiale l'inizio delle operazioni di ritiro delle truppe sovietiche dal Paese: tuttavia, il suo regime sopravvisse per qualche tempo all'evento, grazie anche a una campagna militare da lui personalmente guidata che in settembre portò all'arresto di circa 40.000 ribelli.
Col passare dei mesi, le forze a lui ostili, dei Mujaheddin, fondamentalisti islamici, si fecero sempre più aggressive: essi riuscirono a conquistare zone intorno a Herat e Kandahar. Najibullah fece delle mosse per cercare di venire a patti con i ribelli: promosse una nuova costituzione nel novembre del 1987, offrì seggi e ministri ai partiti d'opposizione e cambiò il nome dello Stato, che divenne semplicemente Repubblica dell'Afghanistan.
Tuttavia, i Mujaheddin non scesero a compromessi e a nulla valse la nomina dell'apartitico Mir Hussein Sharq come Primo Ministro: la lotta continuò e Najibullah espresse le sue preoccupazioni riguardo alla guerra civile proprio all'Assemblea generale delle Nazioni Unite il 7 giugno 1988.

### Ultimi anni
Le truppe sovietiche lasciarono completamente l'Afghanistan nel 1989, ma una vittoria militare ottenuta a Jalalabad permise a Najibullah di rimanere in sella, con ritrovato slancio e vigore. In realtà il Presidente afghano controllava solo Kabul e poco altro. Nel marzo 1990 fu sventato un tentativo di colpo di Stato orchestrato dal Ministro della Difesa Shahnawaz Tanai e propugnato dal mujaheddin Gulbuddin Hekmatyar.
Nel 1991, sotto l'egida dell'ONU, si accordò con Aḥmad Shāh Masʿūd: quest'ultimo imponeva il disarmo alle sue truppe, in cambio Najibullah prometteva di dimettersi entro la fine del 1992 per dar vita a un Governo di transizione che portasse il Paese a libere elezioni. I mujahedin tuttavia non accettarono questo piano e proseguirono gli scontri militari.
Questo portò Najibullah a prendere in considerazione l'idea di dimettersi e, tra il 16 e il 17 aprile 1992, fu infine costretto ad abbandonare il potere, in seguito, soprattutto, alla decisione della Russia di El'cin di tagliare i fondi al Governo di Kabul, che si trovò quindi in estrema difficoltà sul piano militare. In seguito a Najibullah fu consentito di rifugiarsi presso gli uffici dell'ONU: da qui mandò un grido d'aiuto ai governi di tutto il mondo, che però non venne accolto.
Alla guida del Paese salì Burhanuddin Rabbani, ma non si arrivò a una pacificazione a causa delle molte lotte interne innescatesi fra le varie fazioni dei mujaheddin.

### L'uccisione
Nel settembre 1996 i Talebani presero Kabul. Il presidente Rabbani, con altre cariche politiche e militari, riuscì a fuggire nelle province settentrionali, mentre Najibullah non fece in tempo, sicuro tuttavia che i talebani non avrebbero osato entrare nel palazzo dell'ONU per prelevarlo e lo avrebbero lasciato lì in pace, mentre invece, come auspicato dal mullā Mohammed Omar (leader dei Talebani), venne subito condannato a morte.
L'esecuzione di Najibullah fu il primo atto simbolico dei talebani a Kabul. Fu un omicidio premeditato: i talebani arrivarono all'alloggio di Najibullah intorno all'una di notte, tramortirono lui e il fratello, li caricarono su una camionetta portandoli nel palazzo presidenziale oscurato. Qui dapprima evirarono Najibullah e gli misero i genitali in bocca, poi lo legarono dietro una jeep trascinandolo per varie volte intorno al palazzo, e infine lo finirono con una pallottola. Suo fratello venne torturato allo stesso modo e poi strangolato. I due cadaveri vennero appesi a una garitta di cemento davanti al palazzo a pochi isolati dal complesso dell'ONU.
Il mullah Omar, nuovo capo della shura di Kabul, dichiarò che Najibullah era un comunista e un assassino e che era stato condannato a morte dai talebani. Il suo corpo venne trasportato nelle province di Gardez e Paktia per poi essere seppellito accanto agli altri membri della sua tribù.